# La maison de mon rêve
La maison de mon rêve es el álbum debut del dúo franco-estadounidense, CocoRosie. Fue lanzado el 9 de marzo de 2004 por la discográfica Touch and Go Records. Una semana después, se lanzó al mercado la edición de vinyl del álbum.
Bianca y Sierra Casady habían decidido primero hacer solo unas pocas copias del álbum, con la intención de distribuirla únicamente a algunos amigos. Sin embargo, fueron convencidas por Touch & Go Records para lanzarlo bajo su propio sello.
Para finales del año 2004, las hermanas lanzan a la venta una edición en vivo del álbum titulada "La maison de mon rêve: The Live Versions", el cual incluía cinco temas del álbum totalmente en vivo, así como una canción inédita como contenido especial
En el año 2007, se reeditó el álbum en Australia, incluyendo como bonustrack la canción "Beautiful Boyz".

## Composición y grabación
El álbum completo fue grabado en el barrio parisino de Montmartre en su cuarto de baño debido a que la acústica era mejor que en las otras habitaciones. Aprovecharon los ruidos de su entorno, lo que produce una sensación onírica. En un ambiente psicodélico y champagne.
Mediante sus letras, cantan sobre la religión, la vida cotidiana, los amores, el racismo, machismo, y la hipocresía en general. Capas de grillos, pájaros, pianos y coros intensamente dulces hacen de "By Your Side" una pista totalmente íntima y espontánea. "Butterscotch" mezcla etérea sensualidad con un travieso sentido del humor, y "Good Friday", entre recuerdos susurrados, hace que sea el momento más romántico del álbum. "Tahitian Rain Song" explora los bordes más experimentales de la música de CocoRosie, con sus muestras de lluvia, flautas-asiáticos y voces lejanas, todo envuelto en una capa de la radio estática. "Haitian Love Songs" añade un sutil hip-hop. La canción "Jesus ♥'s Me", con influencias en ritmos blues, está inspirada en el himno de los niños; en esta pista, es donde crece la emotividad del álbum.

### Estilo musical
CocoRosie,  pesar de encontrarse en un género inclasificable, se les relacionan los géneros indie, alternativo, experimental y el freak folk.
Para hacerse notar, las hermanas utilizaron distintos instrumentos en sus interpretaciones como arpas, pianos, radiograbadoras y hasta juguetes para niños que producen sonidos de animales.

## Listado de canciones
- Todas las canciones fueron escritas y producidas por Bianca y Sierra Casady

| N.º | Título                           | Duración |  |
| 1.  | «Terrible Angels»                | 4:10     |  |
| 2.  | «By Your Side»                   | 3:59     |  |
| 3.  | «Jesus ♥'s Me» (Jesus Love's Me) | 3:10     |  |
| 4.  | «Good Friday»                    | 4:23     |  |
| 5.  | «Not For Sale»                   | 1:19     |  |
| 6.  | «Tahiti Rain Song»               | 3:36     |  |
| 7.  | «CandyLand»                      | 2:56     |  |
| 8.  | «Butterscotch»                   | 3:08     |  |
| 9.  | «West Side»                      | 1:24     |  |
| 10. | «Madonna»                        | 3:49     |  |
| 11. | «Haiti Love Song»                | 4:55     |  |
| 12. | «Lyla»                           | 4:09     |  |

- Edición Australia (Bonus track) (2007)

| Edición Australia (2007) |                  |          |  |
| N.º                      | Título           | Duración |  |
| 13.                      | «Beautiful Boyz» | 4:37     |  |

## Historia de lanzamientos
| País           | Fecha                                           | Discográfica         | Formato                      |
| -------------- | ----------------------------------------------- | -------------------- | ---------------------------- |
| Estados Unidos | 9 de marzo de 2004                              | Touch and Go Records | CD, vinilo, descarga digital |
| Francia        | 9 de marzo de 2004                              | Touch and Go Records | CD, vinilo, descarga digital |
| Australia      | 9 de marzo de 2004                              | Touch and Go Records | CD, descarga digital         |
| Australia      | 27 de agosto de 2007 (Reedición para Australia) | Touch and Go Records | CD, descarga digital         |